# L'Année dernière à Marienbad
Pour les articles homonymes, voir Marienbad (homonymie).
Pour plus de détails, voir Fiche technique et Distribution.
L'Année dernière à Marienbad est un film en noir et blanc de langue française réalisé par Alain Resnais et sorti en 1961. Il reçoit le Lion d'or à la Mostra de Venise la même année. Le scénario et le découpage sont d'Alain Robbe-Grillet.
Le film est célèbre pour l'ambiguïté de sa structure narrative, qui a beaucoup dérouté et divisé les critiques. La dimension onirique et la confusion entre réalité et illusion ont par la suite inspiré bien des réalisateurs.

## Synopsis
Dans un grand hôtel de luxe, un homme tente de convaincre une femme qu'ils ont eu une liaison l'année précédente, qu'il lui a laissé un an de réflexion et qu'il est maintenant temps pour elle de partir avec lui. La jeune femme affirme n'avoir « jamais été à Frederiksbad ». Ce pouvait être alors ailleurs, « à Karlstadt, à Marienbad, à Baden-Salsa ». L'inconnu affronte un autre personnage, peut-être le mari de l'héroïne, dans une partie de jeu d'allumettes et perd.

## Fiche technique
- Titre original : L'Année dernière à Marienbad
- Réalisation : Alain Resnais
- Assistants-réalisateurs :
  - Premier assistant : Jean Léon
  - Seconds assistants : Volker Schlöndorff, Florence Malraux
- Scénario et dialogues : Alain Robbe-Grillet
- Producteurs : Pierre Courau, Raymond Froment
- Société de production :
  -  France : Argos Films, Cinétel, Les Films Tamara, Precitel, Société Nouvelle des Films Cormoran
  -  Italie : Cineriz
  -  Allemagne de l'Ouest : Como Film, Silver Films
  -  Autriche : Terra Film Produktion
- Distribution : Cocinor-Marceau (1961), Les Acacias (reprise 2007)
- Musique : Francis Seyrig, dirigée par André Girard ; orgue : Marie-Louise Girod à l'orgue de l'Oratoire du Louvre à Paris
- Photographie : Sacha Vierny
- Son : Guy Villette, René Renault, Jean-Claude Marchetti
- Montage : Jasmine Chasney et Henri Colpi
- Décors : Jacques Saulnier
- Costumes : Coco Chanel et Bernard Evein
- Chef Maquilleur : Alexandre Marcus
- Script-girl : Sylvette Baudrot
- Pays de production :  France,  Italie,  Allemagne de l'Ouest et  Autriche
- Langue : français
- Durée : 94 minutes
- Métrage : 2 544,50 mètres
- Format : noir et blanc — 2,35:1 (Dyaliscope) — son monophonique — 35 mm
- Tournage : de septembre à novembre 1960
- Dates de sortie :
  - France : 25 juin 1961[1],[2] ou 29 septembre 1961[3],[4]
  - Italie : 29 août 1961 (Festival de Venise)

## Distribution
- Delphine Seyrig : A, la femme brune
- Giorgio Albertazzi : X, l'homme à l'accent italien
- Sacha Pitoëff : M, le joueur invétéré, peut-être l'époux de A
- Françoise Bertin : un personnage de l'hôtel
- Luce Garcia-Ville : un personnage de l'hôtel
- Héléna Kornel : un personnage de l'hôtel
- Françoise Spira : un personnage de l'hôtel
- Karin Toeche-Mittler
- Pierre Barbaud : un personnage de l'hôtel
- Wilhelm von Deek : un personnage de l'hôtel
- Jean Lanier : un personnage de l'hôtel
- Gérard Lorin : un personnage de l'hôtel
- Davide Montemuri : un personnage de l'hôtel
- Gilles Quéant : un personnage de l'hôtel
- Gabriel Werner

## Distinctions
L'année de sa sortie, en 1961, L'Année dernière à Marienbad reçoit le prix Méliès, prix du meilleur film français du syndicat français de la critique de cinéma, et le Lion d'or de la Mostra de Venise. Le film est proposé en 1962 pour l'Oscar du meilleur film en langue étrangère par le comité français de sélection. Il n'est pas nommé par l'Academy.

## Tournage
Alain Resnais confirme que « [d]ans l'Année dernière à Marienbad, c'est "l'année dernière" qui compte, pas "Marienbad". Je n'y ai jamais été, et pas une image du film n'y a été tournée. C'est un leurre. Le film est construit sur l'incertitude, sur des sensations. C'est sans doute cela qui a créé un mythe autour de lui, et l'a renforcé au fil des années. Mais, quarante ans après, je vous le confirme : Marienbad est une pure illusion... ».
Les scènes du film qui n'ont pas été tournées en studio à Paris l'ont été à Munich ou autour, « dans un rayon de trente kilomètres, c'était le plus économique... »:
- Antiquarium de Munich,
- Château de Nymphenburg, son parc et le pavillon de chasse d'Amalienburg,
- Parc du château de Schleissheim.

## Musique
Alain Robbe-Grillet souhaite que le film s'ouvre sur « une musique romantique, violente, passionnée comme on en entend à la fin des films où l'émotion éclate (avec tout un orchestre de cordes, bois, cuivres, etc.) » accompagnant le générique et laissant progressivement la place à une voix d'homme jusqu'à disparaître tout à fait. Pour reprendre sur les applaudissements de la fin de la représentation théâtrale en croissant d'intensité jusqu'à les couvrir et couvrir les conversations qui suivent. Il veut que la musique, d'abord en sourdine puis de plus en plus nette, se poursuive sur les mouvements de caméra, une musique sérielle « avec beaucoup de trous », des notes disjointes de piano ou de percussion, se transformant à un moment en air de valse « avec beaucoup de cordes à l'unisson ». La musique sérielle doit reprendre pour la scène du concert, une « musique violente, inquiète, qui, pour le spectateur du film ne s'intéressant pas à la musique moderne, doit être à la fois irritante et comme continuellement en suspens ». Elle doit se faire plus douce sur la scène du parc, toujours un peu inquiète cependant, décousue et atonale.
Alain Resnais ne suit pas ces indications, il a sa propre vision d'« un film où l'orgue serait utilisé d'un bout à l'autre, où il donnerait une impression envoûtante, hypnotique ». Il s'oriente vers Olivier Messiaen qui ne peut accepter à cause de la contrainte du minutage incompatible avec son mode de composition. Le choix de Francis Seyrig, élève de Messiaen, lui permet de poursuivre son idée : pour Marienbad, il veut « une musique « fonctionnelle » et lyrique à la fois. Sa fonction est de renforcer le perpétuel balancement entre le réel et l'imaginaire qui caractérise cette histoire d'amour. Cette musique veut donc se confondre au décor, renforcer l’ambiguïté des sentiments des personnages, accentuer les doutes que l'on peut éprouver sur la réalité du déroulement de l'action. C'est pourquoi elle utilise des formes musicales tantôt archaïques, tantôt contemporaines, et que telle séquence qui commence dans un style finit volontairement dans un autre ».

Le dialogue entre le réalisateur et son musicien est difficile, s'agissant d'indiquer par des mots ce qui devra finalement s'exprimer par des sons. Francis Seyrig explique ainsi les difficultés du départ, les modalités de travail avec Alain Resnais puis la façon dont sa musique a pris forme : 

« Au début, je ne comprenais pas bien ce qu'il désirait. Il s'exprimait par paraboles et ne semblait pas savoir exactement ce qu'il voulait. Il m’avait dit, d’abord de faire très moderne. Pendant trois semaines, on a fait des essais à l'orgue, dans les graves, puis dans les aigus ; il écoutait, on discutait. Je me suis aperçu qu'il voulait, en définitive, des éléments wagnériens pour le côté passionné du film, mais aussi un aspect 1925 et des morceaux modernes, tout cela ensemble. Il m'a ensuite fourni un diagramme du film entier, très bien fait, au crayon de couleur, avec les photos ; et j'ai commencé à travailler sur la septième bobine, la plus importante dramatiquement et la plus complexe musicalement. Puis j'ai bâti les thèmes, développé, précisé. La musique fait partie de certains plans, comme la valse ; mais très souvent, elle déborde, se transforme, devient sérielle, avec par endroits des mélanges d'orgue et d'orchestre. En réalité, la musique marque des passages, elle hésite, n'ose pas s’approcher... »

La musique orchestrale de Francis Seyrig est dirigée par André Girard. Sa musique d'orgue est interprétée par Marie-Louise Girod sur l'instrument de l'Oratoire du Louvre qui ne disposait encore que de dix jeux. L'organiste explique, dans un entretien pour la revue L'Orgue, que « Resnais avait apprécié que l'orgue ne soit pas fini car, il n'aurait, ainsi, pas vraiment une sonorité d'orgue... ».
Le compositeur apporte de nombreuses corrections au fur et à mesure du montage : il ne s'agit pas de paraphraser l'image mais bien plutôt de souligner « l'absence d'action, l'absence des personnages à eux-mêmes ». Dès le générique, l'orgue prend immédiatement le relais d'une courte introduction à la fois vive et nostalgique par l'orchestre, pour accompagner le long monologue et l'interminable travelling parcourant les corridors et les salons de l'hôtel baroque « dont il n'y a pas moyen de s'échapper », jouant, tour à tour sinueuse et lancinante, avec la voix off, la couvrant ou lui cédant la place.
L'absence totale de musique diégétique est particulièrement marquante dans des scènes comme celle du concert, où l'orgue lance de larges accords sur le jeu des deux violonistes que l'on voit à l'écran, ou celle de la valse, où les couples dansent ce qui ressemble « à un souvenir de valse plutôt qu'à une valse » pendant que l'orgue joue, à contre-emploi, une musique qui n'appartient pas à son répertoire. Elle illustre parfaitement la recherche de distanciation entre la musique et l'image voulue par Alain Resnais : « Dans un film, pour moi, la musique ne saurait se réduire à un simple commentaire du spectacle. Il ne s'agit pas d'écrire de la musique sur les images comme on pose une mélodie sur un poème. La musique et le texte font partie intégrante de l'image ».
La bande originale du film a été publiée par Philips.

## Accueil critique
S'il est largement considéré comme un chef-d’œuvre[réf. souhaitée], L'Année dernière à Marienbad suscite également des réactions négatives extrêmement fortes,.
Le critique Michel Mourlet, par exemple, a vivement critiqué le film et plus généralement l'œuvre d'Alain Robbe-Grillet. Il dénonce le fait que « l'objet le plus anecdotique se trouve sur le même plan que le plus important ». Il y voit un « esthétisme académique et vide ». À propos de L'Année dernière à Marienbad et d'Hiroshima mon amour, il écrit : « Aucune connaissance de l'acteur, aucun empire sur le décor, les éléments, aucun sens du récit, rien que de pauvres petits essais d'intellectuels qui jouent gravement à faire du cinéma. » Mourlet précise encore « que pour s'ennuyer une heure trente, d'un ennui noir, dense, irrémédiable, des foules puissent piétiner devant la porte et payer... C'est par des considérations de cet ordre que l'intérêt de L'Année dernière à Marienbad apparaît considérable. ».
Son confrère mac-mahonien Jacques Lourcelles, dans son célèbre Dictionnaire des films, considère le film de Resnais comme « l'un des plus insanes que le cinéma ait produits ». À l'opposé, pour Michel Grisolia de L'Express : « Seule compte la beauté baroque de l'œuvre, délibérément répétitive, sans équivalent dans le cinéma. Succès de snobisme typiquement sixties ? Le snobisme, parfois, a du bon. »

## Autour du film
L'actrice Françoise Spira avait filmé le tournage du film avec une caméra 8 mm. Volker Schlöndorff a repris ses images pour en faire un documentaire intitulé Souvenirs d’une année à Marienbad,. Le film a été mis en ligne sur le site de la revue La Règle du jeu en février 2010.
Il est souvent dit que le scénario aurait été inspiré par L'Invention de Morel (roman) de Adolfo Bioy Casares. Mais Resnais et le scénariste Alain Robbe-Grillet le démentent dans une interview donné à André S. Labarthe  et Jacques Rivette aux Cahiers du cinéma

## Influence
L'impact de L'Année dernière à Marienbad est perceptible dans les œuvres de cinéastes français tels qu'Agnès Varda, Marguerite Duras et Jacques Rivette, ou de figures internationales comme Ingmar Bergman et Federico Fellini. Parmi les films qui doivent le plus à l'influence de Marienbad reviennent souvent les noms de Shining, de Stanley Kubrick, et Inland Empire, de David Lynch. Terence Young a élaboré le générique du début du film James Bond Bons Baisers de Russie à partir de L'Année dernière à Marienbad. Le film constitue l'influence la plus importante sur le travail de Peter Greenaway (lui-même est devenu un proche collaborateur du directeur de la photographie Sacha Vierny).
Après la sortie, en 2010, du film Inception réalisé par Christopher Nolan, des similitudes avec L'Année dernière à Marienbad sont remarquées. Inception présente en effet une structure narrative jouant avec la perception de la réalité par le spectateur. Dans une interview, Nolan reconnaît l'influence du film, qu'il n'avait pourtant jamais vu avant la réalisation d'Inception, en tenant ces propos :

« Tout le monde m'accusait d'avoir copié le film, mais je n'avais en fait jamais eu l'occasion de le voir. Je l'ai vu et je me suis dit « Oh, wow. Les gens vont penser qu'il y a des passages d'Inception que j'ai copiés directement de L'année dernière à Marienbad. » (…) [Ce que ça veut dire, c'est que] j'ai copié les films qui ont copié L'Année dernière à Marienbad, sans avoir vu l'original. C'est vraiment à ce point une source d'idées sur les relations entre le rêve, la mémoire et ainsi de suite, et c'est vraiment ce de quoi traite Inception. Mais notre film a bien plus d'explosions. »

Le style visuel du film est imité dans de nombreuses publicités. Le clip de To The End du groupe de rock anglais Blur, avec Françoise Hardy, tourné en 1994 est un pastiche du film[réf. nécessaire].